# Valeriano Balloni
Valeriano Balloni (Carrara, 15 agosto 1934 – Ancona, 31 dicembre 2019) è stato un calciatore italiano, di ruolo centrocampista.

## Carriera

### Giocatore
Centromediano, dopo una stagione in IV Serie con la Carrarese P. Binelli e una in Serie C con l'Arezzo, ha giocato 6 partite in Serie A con la SPAL nella stagione 1959-1960, esordendo contro la Juventus il 21 febbraio 1960, partita persa per 3-6.
La sua carriera calcistica è successivamente proseguita in Serie C con il Livorno e l'Ancona.

### Dopo il ritiro
Terminata la carriera da calciatore ha intrapreso quella accademica, diventando docente universitario di economia presso l'Università Politecnica delle Marche e vicepresidente dell'ISTAO dal 2004 al 2011.